# Escandallo

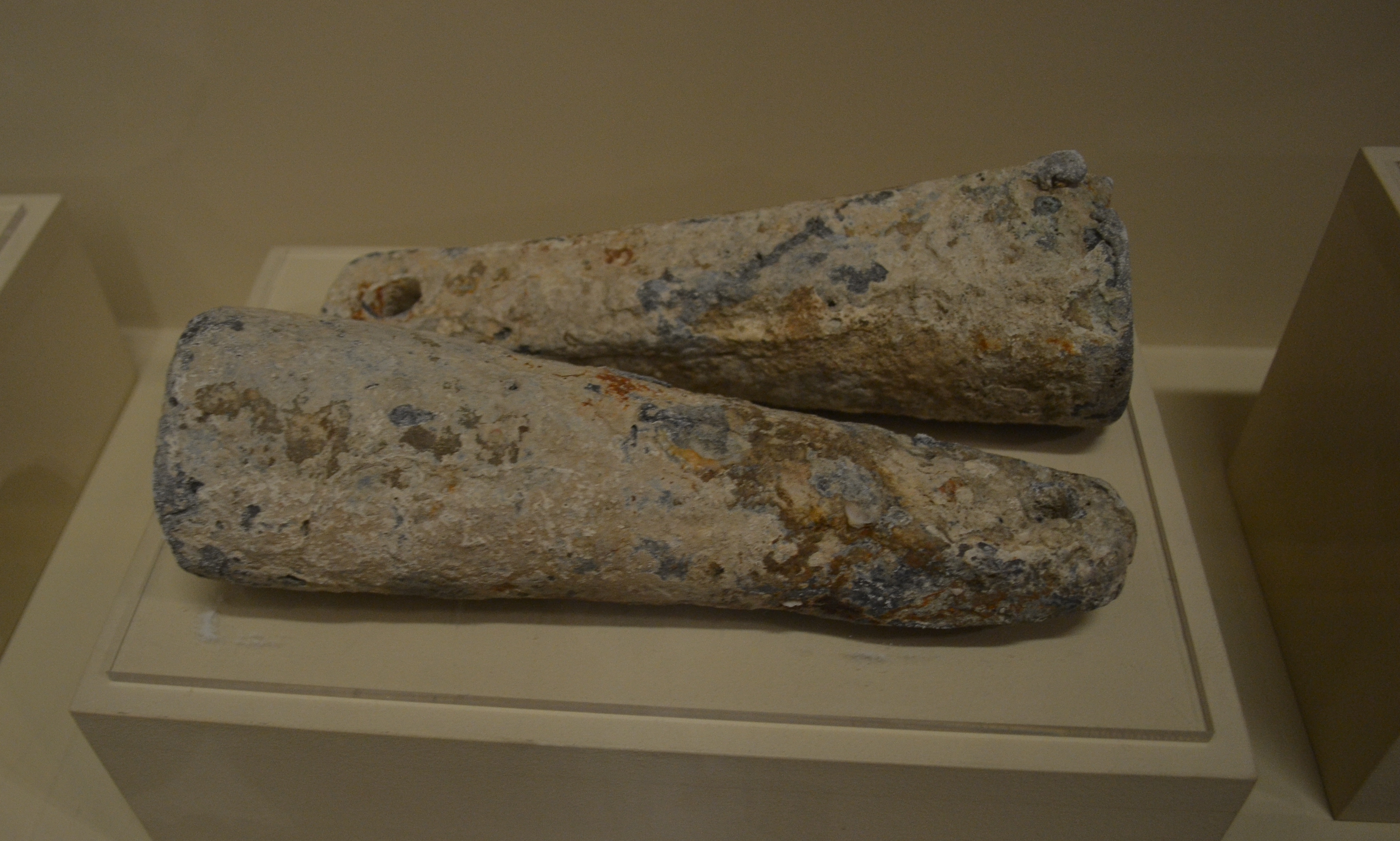
Escandallos de plomo. Museo Naval (Madrid).

Se llama escandallo a la plomada cónica que, amarrada por su vértice a la sondaleza, sirve para hacer que esta llegue hasta el fondo del mar, de cuya calidad recoge muestras por las partículas que se pegan al sebo que lleva en el hueco hecho en su base a este fin. (ing. Sounding lead). 
Según el lugar en que ha de usarse, su peso es mayor o menor, desde ocho libras (unos 3,7 kg.) hasta veinte (9,2 kg.). El primero o el menor se llama de mano y el segundo o más pesado se llama escandallo de costa. A veces sirve también a la corredera en lugar de barquilla para medir la distancia que se navega en lugares hondables y de corrientes. 
Según la RAE también se denomina escandallo la acción de tomar al azar o con ciertas condiciones una o varias unidades de un conjunto como representativas de la calidad de todas. 
En cuanto al comercio, la definición de escandallo se basa en el régimen de tasas, determinación del precio de coste o de venta de una mercancía con relación a los factores que lo integran. Es de suma importancia en hostelería e industria, donde es necesario conocer con exactitud el precio de coste del plato (conjunto de ingredientes) o de la pieza (conjunto de materiales: tornillería, pintura, etc) para poder fijar el precio de venta. 

## Expresiones relacionadas
- Volear el escandallo: darle vueltas en el aire alrededor de la mano que tiene cogida la sondaleza a distancia proporcionada de su vértice para que tome vuelo y al despedirlo vaya más lejos. Esto se hace para sondar en poco fondo, sin detener la marcha del buque.
- Servir (el escandallo): continuar este bajando al consumirse las brazas de sondaleza que tenía en la mano cualquiera de los marineros destinados al objeto y de trecho en trecho en el costado del buque.